# Ricky Subagja
Ricky Ahmad Subagja, plus simplement Ricky Subagja, né le 27 janvier 1971 à Bandung en Indonésie est un ancien joueur de badminton. Avec son partenaire habituel de double hommes Rexy Mainaky, mais également associé à d'autres joueurs comme Rudy Gunawan et Tony Gunawan, il a remporté plus de 30 compétitions internationales au cours des années 1990, parmi lesquelles les plus prestigieuses : Jeux olympiques, Championnats du monde, Open d'Angleterre, World Grand Prix Finals (équivalent de l'actuel Super Series Masters Finals).
Il est reconnu par ses pairs et par les fans de badminton comme l'un des plus grands joueurs de double de tous les temps. Il est d'ailleurs entré en 2009 au Hall of Fame du badminton (en).

## Carrière

### Jeux olympiques
Aux Jeux olympiques de 1992 à Barcelone (Espagne), pour la 1re apparition du badminton aux Jeux, Rexy Mainaky et Ricky Subagja terminent à la 5e place après avoir été éliminés en quart de finale par les sud-coréens Kim Moon-soo et Park Joo-bong, futurs champions olympiques.
4 ans plus tard à Atlanta (États-Unis), Rexy Mainaky et Ricky Subagja remportent la médaille d'or après une finale disputée contre les malaisiens Cheah Soon Kit et Yap Kim Hock.
En 2000 à Sydney (Australie), ils prennent encore la 5e place après s'être inclinés une nouvelle fois en quart de finale (après l'édition de 1992) contre des sud-coréens, Ha Tae-kwon et Kim Dong-moon.

### Grands championnats

#### Championnats du monde
Pour leur 1re participation aux Championnats du monde en 1991, Rexy Mainaky et Ricky Subagja sont éliminés au 4e tour par Park Joo-bong et Kim Moon-soo (Corée du Sud).
En 1993, Ricky Subagja est associé à Rudy Gunawan. Ensemble, ils remportent l'or en battant en finale les malaisiens Cheah Soon Kit et Soo Beng Kiang.
Rexy et Ricky deviennent enfin champions du monde en 1995 à Lausanne. Ils battent en finale les danois Jon Holst-Christensen et Thomas Lund.
En 1997 ils perdent en demi-finale contre les malaisiens Yap Kim Hock et Cheah Soon Kit et remportent ainsi une médaille de bronze.
1999 est la dernière participation de Rexy Mainaky et Ricky Subagja aux Championnats du monde. Ils perdent en quart de finale face à Lee Dong-soo et Yoo Yong-sung (Corée du Sud).

#### Jeux Asiatiques
Aux Jeux asiatiques de 1994 à Hiroshima et 1998 à Bangkok, Rexy Mainaky et Ricky Subagja remportent le titre en double hommes et par équipes.

#### Par équipes
Outre ses 2 victoires par équipes aux Jeux asiatiques, Ricky Subagja a fait partie de l'équipe indonésienne victorieuse 4 fois de suite de la Thomas Cup en 1994, 1996, 1998 et 2000.

### Tournois
| Année | Compétition             | Résultat  | Partenaire   |
| ----- | ----------------------- | --------- | ------------ |
| 1992  | Open de Thaïlande       | Vainqueur | Rexy Mainaky |
| 1992  | Open de Hong Kong       | Vainqueur | Rexy Mainaky |
| 1992  | Open de Chine           | Vainqueur | Rexy Mainaky |
| 1992  | World Grand Prix Finals | Vainqueur | Rexy Mainaky |
| 1993  | Open d'Indonésie        | Vainqueur | Rexy Mainaky |
| 1993  | Open de Malaisie        | Vainqueur | Rexy Mainaky |
| 1993  | Open de Suède           | Vainqueur | Rexy Mainaky |
| 1993  | World Cup               | Vainqueur | Rexy Mainaky |
| 1994  | Open de Suède           | Vainqueur | Rexy Mainaky |
| 1994  | Open d'Angleterre       | Finaliste | Rexy Mainaky |
| 1994  | Open de Singapour       | Vainqueur | Rexy Mainaky |
| 1994  | Open d'Indonésie        | Vainqueur | Rexy Mainaky |
| 1994  | Open de Malaisie        | Vainqueur | Rexy Mainaky |
| 1994  | World Grand Prix Finals | Vainqueur | Rexy Mainaky |
| 1995  | Open de Singapour       | Vainqueur | Rexy Mainaky |
| 1995  | Open d'Angleterre       | Vainqueur | Rexy Mainaky |
| 1995  | Open du Japon           | Vainqueur | Rexy Mainaky |
| 1995  | World Cup               | Vainqueur | Rexy Mainaky |
| 1996  | Open d'Angleterre       | Vainqueur | Rexy Mainaky |
| 1996  | Open du Japon           | Vainqueur | Rexy Mainaky |
| 1996  | World Grand Prix Finals | Vainqueur | Rexy Mainaky |
| 1997  | Open d'Indonésie        | 3e        | Rexy Mainaky |
| 1997  | Open du Japon           | Vainqueur | Rexy Mainaky |
| 1997  | Open de Thaïlande       | 3e        | Rexy Mainaky |
| 1997  | Open de Malaisie        | Vainqueur | Rexy Mainaky |
| 1997  | Open de Suisse          | 3e        | Rexy Mainaky |
| 1997  | Open de Taïwan          | 3e        | Rexy Mainaky |
| 1997  | World Cup               | Vainqueur | Rexy Mainaky |
| 1998  | Open d'Indonésie        | Vainqueur | Rexy Mainaky |
| 1998  | Open du Japon           | 3e        | Rexy Mainaky |
| 1998  | Open d'Angleterre       | 3e        | Rexy Mainaky |
| 1998  | Open du Danemark        | Vainqueur | Rexy Mainaky |
| 1999  | Open d'Indonésie        | Vainqueur | Rexy Mainaky |
| 2000  | Open du Japon           | 3e        | Rexy Mainaky |
| 2000  | Championnats d'Asie     | Vainqueur | Tony Gunawan |
| 2000  | Open d'Indonésie        | 3e        | Rexy Mainaky |

## Après-carrière
En 2012, avec d'autres anciennes gloires du badminton de son pays (Susi Susanti et son ancien partenaire de double Rexy Mainaky), il rejoint la fédération indonésienne où il est chargé du développement de ce sport.

## Vie privée
Le 28 octobre 2000, Ricky Subagja épouse la nageuse indonésienne Elsa Manora Nasution (en). Ils divorceront en 2006,.